# Frauen haben das gern
Frauen haben das gern ...! ist eine schwankhafte Operette in drei Akten von Walter Kollo. Das Libretto stammt von dem Autorengespann Franz Arnold und Ernst Bach. Rideamus alias Fritz Oliven steuerte die Gesangstexte bei. Uraufführung war am 4. Juni 1931 an der Komischen Oper Berlin. Das Werk basiert auf dem von den Librettisten Arnold und Bach selbst verfassten Schwank „Der keusche Lebemann“, der bereits am 25. Dezember 1921 seine Uraufführung erlebt hatte. 

## Orchester
Eine Flöte, eine Oboe, zwei Klarinetten, ein Fagott, zwei Hörner, zwei Trompeten, eine Posaune, kleines Schlagwerk und Streicher. Das Werk kann aber auch gut mit zwei Flügeln aufgeführt werden.

## Handlung
Die Operette spielt in einer größeren deutschen Provinzstadt zur Zeit der Uraufführung, also Anfang der 1930er Jahre. Alle drei Akte haben nur ein Bühnenbild: Gartensalon einer Villa.
Fabrikant Julius Seibold ist fest entschlossen, seine Tochter Ilse mit seinem Kompagnon Max Stieglitz zu verheiraten. Ilse hat die vergangenen Jahre in der Metropole Berlin verbracht und wird heute zurückerwartet. Max Stieglitz wurde von Seibold gründlich darauf vorbereitet, dem Mädchen heute noch einen Heiratsantrag zu machen.
Ein flottes Cabrio hält vor Seibolds Villa. Ihm entsteigen Ilse Seibold und ihr Begleiter Heinz Fellner, ein sehr eleganter junger Mann von Welt. Die beiden haben sich in Berlin kennengelernt und sich dabei angefreundet. Ilse wäre nicht abgeneigt, mit ihm ein engeres Verhältnis einzugehen, will aber damit noch etwas warten. Als sie von ihrem Vater dessen Teilhaber Max Stieglitz vorgestellt bekommt, kann sie das Lachen nicht mehr zurückhalten, so sehr amüsiert sie dessen altmodisches Outfit und sein gestelztes Benehmen. Auch Ilses Vater bleibt natürlich nicht verborgen, dass aus den beiden nie ein Liebespaar werden kann, es sei denn ...
Julius Seibold ist hin und wieder selbst ein arger Schwerenöter und weiß natürlich, was Frauen an Männern zu schätzen wissen: Ein Mann sollte in seiner Biografie wenigstens eine kleine amouröse Vergangenheit aufweisen können, dann wird er von einer Frau gleich viel besser respektiert. Also wird Max Stieglitz einfach eine solche verpasst. Seibold besitzt eine Fotografie der berühmten Filmdiva Luise Lamprecht mit Autogramm. Darauf schreibt er kurzerhand eine heiße Widmung für deren Geliebten Max Stieglitz. Als das Bild im Familienkreis die Runde macht, heißt es immer wieder, was für ein Lebemann doch Max Stieglitz sei. So etwas hätte ihm keiner zugetraut. Auch Ilse sieht den Teilhaber ihres Vaters plötzlich in einem ganz anderen Licht. Ihren Freund Heinz Fellner hat sie rasch vergessen und verlobt sich tatsächlich mit Max Stieglitz.
Heinz Fellner hat vorübergehend in Seibolds Villa ein Zimmer zugewiesen bekommen. Doch jetzt ruft ihn das Dienstmädchen in den Gartensalon, wo Besuch für ihn eingetroffen ist. Sein Freund Walter Riemann ist mit seiner Verlobten auf der Durchreise und hat in der Stadt kurz Halt gemacht, weil er gehört hat, dass sich Heinz hier aufhalte. Die Verlobte ist aber keine andere als ausgerechnet jene Filmdiva Luise Lamprecht. Als Walter Riemann auf dem Schränkchen jenes verhängnisvolle Foto entdeckt, packt ihn die Eifersucht. Er macht seiner Braut schwere Vorwürfe. Diese aber durchschaut den Schwindel und beschließt, sowohl ihrem Verlobten als auch dem dreisten Max einen Denkzettel zu verpassen. Wie es sich für einen Schwank gehört, entstehen dadurch etliche Irrungen und Wirrungen. Am Ende aber lösen sich alle Verwechslungen in Wohlgefallen auf. Ilse entdeckt, dass Max doch nicht so ein Trottel ist, wie sie anfangs geglaubt hat. Sie sieht in ihm den guten Kern und ist bereit, seine Ehefrau zu werden. So geht der Wunsch ihres Vaters doch noch in Erfüllung.

## Musik
Die Musik ist durchgehend schlagerhaft, die Lieder sind in mittlerer Gesangslage geschrieben und daher leicht zu singen, sodass es eigentlich keiner ausgebildeten Sänger bedarf. Die Operette wird deshalb auch gerne von singenden Schauspielern aufgeführt. Sie erfordert weder einen Chor noch ein Ballett. Lieder:
- Papa, Mama, ihr kennt ja nicht den Rhythmus (Introduktion)
- Frag nicht dein Herz (Terzett)
- Ich lege dir mein Herz zu Füßen (Duett)
- Wenn das nur nicht schief geht
- Herr Stieglietz (Finale des ersten Aktes)
- Ein Kuss von dir (Sextett)
- Es klappt, es klappt, es klappt ja wieder mal (Duett)
- O Himmel, jetzt ist alles aus (Ensemble)
- Frauen haben das gern (Duett im Finale des zweiten Aktes)
- Wenn das nur nicht schief geht (Reprise)
- Zu mir, mein Kind, da passt du nicht (Duett)
- Ein Kuss von dir (Reprise, Finale)